# UFC 54
UFC 54: Boiling Point foi um evento de artes marciais mistas promovido pelo Ultimate Fighting Championship, ocorrido em 20 de agosto de 2005 no MGM Grand Arena em Paradise, Nevada. O evento foi transmitido ao vivo no pay-per-view para os Estados Unidos, e depois vendido para DVD.

## Resultados
Nota 1 Pelo Cinturão Meio-Pesado do UFC.